# Брезница
Вижте пояснителната страница за други значения на Брезница.
Брѐзница (изписване до 1945 година: Брѣзница) е най-голямото село в Югозападна България. То се намира в община Гоце Делчев, област Благоевград. Населението му е 3396 души по настоящ адрес към 15 март 2017 г.

## География
Село Брезница се намира в планински район – в полите на Пирин на 17 км северозападно от град Гоце Делчев. Разположено е на източния склон на Пирин планина, като там свършва второкласният път от Гоце Делчев и започва четвъртокласен път до Добринище, който минава в близост до хижа Гоце Делчев и е изключително живописен. Простира се на двата бряга на река Туфча, която води началото си от Средното Брезнишко езеро. Това е едно от най-големите села в общината.
Основната земеделска култура е тютюнът, като също така се отглеждат и насаждения за производство на тревни фуражи. В близост до селото са красивите Брезнишки езера.

## История
Село Брезница се споменава за първо в османски регистър от 1464 – 1465 година. В селото са регистрирани 78 немюсюлмански домакинства, 8 неженени и 2 вдовици. Следващата регистрация на селото е в документ, датиран между 1498 и 1502 година. Тогава в Брезница живеят 6 мюсюлмански домакинства и 1 неженен мюсюлманин, както и 180 немюсюлмански домакинства, 28 неженени и 12 вдовици. През 1519 година мюсюлманите вече са 9 домакинства и 7 неженени, а немюсюлманите 352 домакинства, 24 неженени и 34 вдовици. През 1530 година е отчетен спад както в броя на мюсюлманите, така и в броя на немюсюлманите. Тогава мюсюлманите са 9 домакинства, а немюсюлманите 241 домакинства, 24 неженени и 30 вдовици. През 1615 година в Брезница са регистрирани 57 джизие ханета за събиране на данък от немюсюлманите, през 1623 – 1625 са 63,, през 1636 са 65, а през 1660 са 20. През XVII век Брезница е център на зиамет, обхващаш самото село, заедно със съседните му Корница и Лъжница. През 1689 година зиаметът е нападнат и разграбен от войводата Карпош. През 1723 година в селото има 87 души, от които 86 са мюсюлмани. В Брезница има джамия, регистрирани са и един заим, както и един тимариот.
В XIX век Брезница е мюсюлманско село в Неврокопска каза на Османската империя. В „Етнография на вилаетите Адрианопол, Монастир и Салоника“, издадена в Константинопол в 1878 година и отразяваща статистиката на населението от 1873 година, Брезница (Breznitza) е посочено като село с 80 домакинства и 230 жители помаци. През 1899 година селото има население 821 жители според резултатите от преброяване населението на Османската империя. Съгласно статистиката на Васил Кънчов („Македония. Етнография и статистика“) към 1900 година Брѣзница е българо-мохамеданско селище. В него живеят 850 българи-мохамедани в 195 къщи. Според Стефан Веркович (Топографическо-этнографическій очеркъ Македоніи) към края на XIX век Брезница има мюсюлманско мъжко население 280 души, което живее в 80 къщи.
След принудителното сменяне на имената на помаците в началото на 1970-те в Гоцеделчевско, незасегнати от Възродителния процес остават само селата Корница, Брезница и Лъжница, обособени на десния бряг на Места. Жителите им решават да се обявят за турци, надявайки се по този начин да избегнат преименуванията, засягащи дотогава само помаците, и координират действията си, подговяйки се за съпротива в случай на намеса на властите. През зимата на 1972 – 1973 година голяма част от жителите на трите села се събират непрекъснато в центъра на Корница, където българското знаме е заменено с турско, а децата спират да посещават училище.
Местните структури на Българската комунистическа партия правят опити да създадат ядро от свои поддръжници в общността, но не постигат успех и решават да използват сила. Селото е превзето на сутринта на 28 март 1973 година, като акцията се ръководи от генерала от Държавна сигурност Петър Стоянов, като трима души са убити, много от местните жители са бити и измъчвани, десетки са арестувани и изселени, а 11 души получават присъди.

## Население

### Етнически състав
Преброяване на населението през 2011 г.
Численост и дял на етническите групи според преброяването на населението през 2011 г.:
|                     | Численост |
| Общо                | 3379      |
| Българи             | 374       |
| Турци               | 2585      |
| Цигани              | -         |
| Други               | -         |
| Не се самоопределят | 51        |
| Неотговорили        | 362       |

## Религии
Населението основно изповядва двете религии – ислям и източноправославно християнство. По-голямата част от населението са мюсюлмани. До 1913 в селото живеят само мюсюлмани, които имат контакти с християните от околните села, главно Кремен и Обидим. След Балканските войни в селото се заселват християни, бежанци от Егейска Македония (главно от Горно и Долно Броди) и от Кремен.

## Културни традиции, кухня и природни забележителности
Женска седянка на мюсюлмански жени – тъкане на вертикален домашен стан, работа с чекрък (за навиване на преждата, ползвана при тъкането), плетене на чорапи или терлици – представят песните и хората, както и обичаите на с. Брезница в традиционни носии.
Жените организират и изложба базар на занаятчийските изделия, които произвеждат. В селото все още се подготвя сватбен чеиз за момите. На времето в селото е имало 500 домашни тъкачни стана.
Приготвят домашен обяд като почти всички продукти са техни собствени. Специалитети – боб в гърне с пастърма на открит огън, куткус и специална халва.
От природните забележителности най-известни са двете пещери Чаталестата (дълбока 25 метра) и Туфча (дълбока 12 метра), както и красивите Брезнишки езера.